# RKSV Sittardia in het seizoen 1963/64
Het seizoen 1963/1964 was het 10e jaar in het bestaan van de Sittardse betaaldvoetbalclub Sittardia. De club kwam uit in de Nederlandse Eerste divisie en eindigde daarin op de eerste plaats, dit betekende dat de club rechtstreeks promoveerde naar de Eredivisie. Tevens deed de club mee aan het toernooi om de KNVB Beker, hierin werd in de eerste ronde, na verlenging, verloren van Wilhelmina (0–1).

## Wedstrijdstatistieken

### Eerste divisie
|       | BVV   | DWS   | Eindhoven | Elinkwijk | Enschedese Boys | Excelsior | Fortuna | RBC   | SHS   | Telstar | Veendam | Velox | De Volewijckers | VVV   | Willem II |
| ----- | ----- | ----- | --------- | --------- | --------------- | --------- | ------- | ----- | ----- | ------- | ------- | ----- | --------------- | ----- | --------- |
| Thuis | 6 – 2 | 1 – 3 | 3 – 2     | 1 – 3     | 5 – 1           | 4 – 0     | 3 – 0   | 2 – 1 | 3 – 0 | 2 – 1   | 4 – 0   | 6 – 1 | 1 – 0           | 1 – 2 | 2 – 1     |
| Uit   | 1 – 2 | 0 – 0 | 0 – 2     | 2 – 2     | 1 – 0           | 1 – 6     | 0 – 3   | 2 – 0 | 1 – 3 | 0 – 0   | 1 – 3   | 2 – 0 | 1 – 3           | 1 – 1 | 1 – 3     |

### KNVB Beker
| 1e ronde                                                  | Wilhelmina     | 1 – 0 Na verlenging | Sittardia |
| 29 september 1963 Plaats: 's-Hertogenbosch De Wolfsdonken | Frans Burg 93' |                     |           |

## Statistieken Sittardia 1963/1964

### Eindstand Sittardia in de Nederlandse Eerste divisie 1963 / 1964
| Stand | Gespeeld | Gewonnen | Gelijk | Verloren | Punten | Doelpunten voor | Doelpunten tegen |
| ----- | -------- | -------- | ------ | -------- | ------ | --------------- | ---------------- |
| 1e    | 30       | 20       | 4      | 6        | 44     | 71              | 31               |

### Topscorers
| #                    | Naam             | Goal |
| -------------------- | ---------------- | ---- |
| 1.                   | Willy Dullens    | 18   |
| 2.                   | Frans Guns       | 17   |
| 3.                   | Gerard Gruisen   | 8    |
| 3.                   | Piet Quix        | 8    |
| 5.                   | Jan Wolfs        | 7    |
| 6.                   | Joep Beckers     | 4    |
| 7.                   | Thei Huisman     | 2    |
| 8.                   | Matthieu Aussems | 1    |
| 8.                   | Math Schmeitz    | 1    |
| 8.                   | Ad van der Weij  | 1    |
| 8.                   | Leo Wesolek      | 1    |
| Onbekende doelpunten |                  |      |
| –                    | Onbekend         | 3    |
| Totaal               | Totaal           | 71   |

| #      | Naam        | Goal |
| ------ | ----------- | ---- |
| –      | Geen speler | 0    |
| Totaal | Totaal      | 0    |